# Smodicinini
Smodicinini Ono, 1988 è una tribù di ragni appartenente alla famiglia Thomisidae.

## Distribuzione
I quattro generi oggi noti di questa tribù sono diffusi in Asia orientale (Indosmodicinus e Smodicinodes) e Africa occidentale e meridionale (Parasmodix e Smodicinus).

## Tassonomia
A dicembre 2013, gli aracnologi riconoscono quattro generi appartenenti a questa tribù:
- Indosmodicinus Sen, Saha & Raychaudhuri, 2010 - Cina, India
- Parasmodix Jézéquel, 1966 - Costa d'Avorio
- Smodicinodes Ono, 1993 - Cina, Thailandia, Malesia
- Smodicinus Simon, 1895 - Africa occidentale e meridionale